# Мандрыка, Андрей Яковлевич
Мандрыка Андрей Яковлевич (1777, Прилуки — 14.12.1830, Полтава) — вологодский и полтавский вице-губернатор, статский советник.

## Биография
Из дворян Киевской и Черниговской губернии. Род был утверждён в потомственном дворянстве по VI ч. ДРК Киевского наместничества 12 (23) июня 1784. Однако, за непризнанием герольдией Сената древнего происхождения, впоследствии отец и дед А. Я. Мандрыки были утверждены, по личным военным заслугам, в потомственном дворянстве по II ч. ДРК Черниговской губ. Официально утверждённого герба род не имел. Однако, до переворота большевиков в октябре 1917 некоторые представители рода (курская ветвь) полноправно использовали неутверждённый родовой герб. 
Православный. Сын коллежского советника. Младший брат ген.-лейтенанта Н. Я. Мандрыки.  Дед ген.-лейтенанта Г. А. Мандрыки. Родился в конце того же — 1777, что и брат. По дворянской традиции, в детстве записан в службу солдатом лейб-гвардии Преображенского полка; произведён фурьером 25 марта (5 апреля) 1787. Согласно сведениям формуляра и родословной, произведён в сержанты 1 (12) июля 1793 и выпущен в действительную службу поручиком Малороссийского корпуса пеших стрелков 1 (12) января 1796, что вызывает сомнение. По другим сведениям, из каптенармусов лейб-гвардии Преображенского полка выпущен армии поручиком в отставку 1 (12) января 1794, а после второго сформирования Корпуса малороссийских пеших стрелков в апреле 1794 принят в службу поручиком корпуса на 1 (12) января 1796; по расформировании Корпуса пеших стрелков в ноябре 1796 состоял поручиком по армии на 15 (26) марта 1797, по спискам — Мандрыка 1-й; определён поручиком Екатеринославского кирасирского полка 28 марта (8 апреля) 1797; произведён штабс-ротмистром того же, называвшегося по шефу, Кирасирского ген.-фельдмаршала графа Салтыкова 2-го полка 29 сентября (11 октября) 1800; на вакансию ротмистром именовавшегося, по-прежнему, Екатеринославского кирасирского полка 22 апреля (4 мая) 1804; в отпуске на 28 дней с 13.02.1805.
Участник Русско-прусско-французской войны 1806—1807 гг.: в зимнюю кампанию в Польше и Восточной Пруссии в сражениях при Насельске (22.12.1806), Пултуске (26.12.1806), в стычках при местечках Щепанково, Трошине, Мишенцах; в летнюю кампанию в Восточной Пруссии в сражениях: при Гуттштадте (5.06.1807); на р. Пассарге (6.06.1807); при Гейльсберге (10.06.1807), ядром контужен в ногу; Аккендорфе (9.06.1807); Фридланде (14.06.1807), за отличие пожалован орденом Святой Анны 3-й (4-й)  степени 20 мая (1 июня) 1808. 
На вакансию майором того же полка 29 мая (10 июня) 1809. Участник Русско-французско-австрийской войны 1809: в летнюю кампанию в Галиции (июнь—июль 1809) в составе русского корпуса под общей командой генерала от инфантерии кн. С. Ф. Голицына. Корпус фактически не принял участия в совместных действиях с польско-саксонскими войсками кн. Ю. Понятовского. Командовавший авангардом ген.-майор К. К. Сиверс без боя занял г. Краков, не дав оставившим город австрийцам взорвать за собой городские мосты.     
Участник Отечественной войны 1812: в сражениях при Смоленске, Шевардино и Бородино. В Бородинском сражении был тяжело ранен, потеряв правую ногу, оторванную ядром. За боевые отличия награждён чином подполковника 13 (25) сентября 1812 и орденом Святой Анны 2 степени 19 (31) декабря 1812. Как участник войны награждён серебряной медалью «В память Отечественной войны 1812»
После излечения оставался по штатам Екатеринославского кирасирского полка, и, в том же чине — подполковника, назначен полицмейстером г. Бердичева Волынской губернии 5 (17) февраля 1815. Тогда же — в 1815, сенатор, тайный советник Ф. Ф. Сиверс, был командирован для ревизии Волынской губернии и для производства следствия о злоупотреблениях губернатора М. И. Комбурлея. По отношению сенатора, в числе других чиновников Мандрыка был отстранён от должности бердичевского полицмейстера 28 июня (10 июля) 1815.
Из Екатеринославского кирасирского полка переведён, за ранами, подполковником Владимирского внутреннего гарнизона 24 февраля (7 марта) 1816; уволен от службы, за ранами, с пожалованием чина полковника, с мундиром и пенсионом полного жалования 12 (24) марта 1816. 
В 1817 сенатор Ф. Ф. Сиверс был назначен председателем созданного при Сенате временного комитета для рассмотрения и решения дел по Волынской губернии; по отношению сенатора в 1818 отставной полковник Мандрыка был выслан в Житомир и до 1820 состоял под сенатским судом; в 1820 признан невиновным. В том же — 1818, в Бердичеве родилась старшая его дочь — Эмилия; кроме Эмилии полковник воспитывал падчерицу. 
После признания невиновным по делу о беспорядках в Волынской губернии, А. Я. Мандрыка на высочайшее имя подал прошение об определении его на службу Малороссийским почт-директором в Чернигов. Александр I препроводил просьбу Мандрыки графу А. А. Аракчееву. Аракчеев из Грузино 26 апреля (8 мая) 1821 писал императору: «Просьбу г-на Мандрыки я читал, и Ваше замечание весьма справедливо. Почт-директором в Чернигове уже определён подписанным Вашим, батюшка, указом 13 марта действ. стат. советник Мельников, следовательно, определить его туда уже невозможно: то я полагал бы, не угодно ли Вам будет, батюшка, предоставить его просьбу рассмотреть в Комитет раненых, а ему предоставить определить меру удовлетворения оной. В сем смысле я осмелился приложить два проекта указов: в одном препровождается его просьба, а в другом просто без оной <…> Навеки преданный душою и сердцем верноподданный»
Высочайшим повелением от 17 (29) мая 1821 за № 7, данным Комитету 18 августа 1814 года, определено: «Отставной полковник Мандрыка в 1812 году, в сражении против неприятеля, лишившийся ноги, наконец определился городничим в город Бердичев.  В 1815 г. сенатор Сиверс ревизовал Волынскую губернию и действия Мандрыки, в числе других чиновников сей губернии, по причине открытых сенатором в ней беспорядков, были преданы рассмотрению суда. В прошлом 1820 г. рассмотрение действия Мандрыки окончено в Правительствующем сенате, и чиновник сей по должности его Бердичевского городничего признан безвинным. Допустив таким образом должное течение правосудия, я желаю ныне, чтоб полковник Мандрыка получил, службе его и жертве, им Отечеству принесенной, соразмерное вознаграждение. Комитету сему, на коего я возложил попечение об увечных воинах, поручаю сообразить и представить мне его мнение, о мере вознаграждения, которого вышеупомянутый отставной полковник Мандрыка заслуживает»
По представлению Комитета о раненных, в том же — 1821, Мандрыка за всё время нахождения под судом был награждён жалованьем и вместо получаемого по старому положению пенсиона — таковым же по новым кирасирским окладам. Кроме того, он был причислен к ведомству М-ва финансов для определения к статским делам. Приехал в С.-Петербург, где в феврале 1822 в семье Мандрыки родился единственный сын — Иоаким, крещённый в Преображенском всей гвардии соборе. Высочайшим указом от 23 июня (5 июля) 1822 из полковников, состоящих в ведомстве М-ва финансов, назначен вологодским вице-губернатором, с переименованием в чин коллежского советника.
До реформы губернского управления 1837 года вице-губернаторы были управляющими губернской казённой палатой. Кроме должности вице-губернатора состоял членом Вологодского попечительного о тюрьмах комитета. Там же — в Вологде, в 1823 родилась дочь — Анна старшая. 
В том же чине — коллежского советника, назначен вице-губернатором Полтавской губернии 9 (21) мая 1824. В той должности указом от 29 октября (10 ноября) 1828 производится, за беспорочную выслугу узаконенных лет, в статские советники, со старшинством с 22 августа (3 сентября) 1826.
Умер на службе 14 (26) декабря 1830. После его смерти овдовевшая коллежская советница М. А. Мандрыка, по-видимому, там же — в Бердичеве, где она была домовладелицей, в 1831 родила дочь Анну младшую, отца не знавшую и по какой-то причине в родословную роспись не включённую. 
В последующие годы комиссия, высочайше учреждённая в Полтаве для ревизии счетов Полтавского приказа общественного призрения, выявила в деятельности Мандрыки по его должности вице-губернатора как главы Казённой палаты какую-то недосдачу, вследствие чего потребовала, чтобы его наследники «донесли комиссии о своем местопребывании, для истребования от них объяснений по предположенному с покойного Мандрыки денежному взысканию»

## Семья
- Отец — отставной подполковник, коллежский советник (28.09.1800[23]) Яков Никитич Мандрыка (1747—?), поветовый маршал Козелецкого повета Малороссийской губ. в 1800—1802. Помещик родового с. Кобыжча Козелецкого у. Киевского н-ва, впоследствии Козелецкого повета (уезда) Малороссийской и Черниговской губерний. Жена — Елена Андреевна, урождённая Маркевич, дочь подкомория Прилуцкого Андрея Фёдоровича Маркевича, племянница святителя Иосафа (Горленко).
- Жена — вдова Мария Антоновна Залеская, (1782[3]—1853), урождённая Кицинская, графиня, из польского рода Галиции[24]. Титул графини получила после возведения рода в графское достоинство королевства Галиции и Лодомерии. Римско-католического исповедания. В первом браке была замужем за дворянином Феликсом Николаевым Залеским[25], вотчинником местечка Пятки Житомирского повета Волынской губ.; в браке с ним дочь — Феликса (в замужестве Ивановская[26]); по завещанию мужа в пожизненном её владении, по 7-й ревизии — 1815, было 476 душ муж. пола, за ней же в Бердичеве деревянный дом. Во втором браке за А. Я. Мандрыкой, от него дети: Эмилия, Иоаким, Анна старшая, Анна младшая. В третьем браке за помещиком Грибинским[27].

Дети: 
- - Эмилия Андреевна Мандрыка (1818[3], Бердичев—?) — девица. Воспитанница Смольного института: выпуск 1836 с отличием, награждена шифром[28].

- - Иоаким (Аким) Андреевич Мандрыка (8.02.1822, С.-Петербург[29]—20.11.1896) — полковник. Крещён 26 февраля, восприемники: камер—паж Иван и девица Аграфена Ивановы Лагода, дети полковника Государственого контроля И. Г. Лагода. С потомством утвержден в дворянстве по II ч. ДРК Киевской губ. определением правительствующего Сената от 30 декабря 1869 (11 января 1870). Отец ген.-лейтенанта Г. А. Мандрыки.

- - Анна Андреевна Бибикова (1823[30], Вологда—?) — жена Ивана Ивановича Бибикова. Воспитанница Смольного института: выпуск 1842[31].

- - Анна Андреевна Бибикова (1831[32]—?) — дочь умершего статского советника Андрея Мандрыка[33], армии капитанша. С 2 (14) июня 1854[34] в возрасте 23 лет в Оренбурге вышла замуж за адъютанта-казначея Оренбургского Неплюевского кадетского корпуса, 38-летнего вдовца Ивана Васильевича Бибикова (1816—3.09.1857, Оренбург[35]), вторая его жена. В браке с ним сын — Сергей (22.05.1857, Оренбург[36]—?); падчерица — Александра (16.10.1851, Оренбург[37]—?).  По какой-то причине Анна младшая не показана в родословной росписи рода Мандрыки. Муж А. А. Бибиковой служил там же — в Оренбурге: из унтер-офицеров Оренбургского линейного батальона № 2-го в прапорщики Оренбургского линейного батальона № 6-го (22.05.1836)[38]; переведён в Оренбургский линейный батальон № 2-го (15.12.1837)[39]; на вакансию в подпоручики (16.10.1839)[40]; участник Хивинского похода, за отличие пожалован орд. Св. Станислава 3 ст. (16.10.1840)[41]; переведён в Оренбургский линейный батальон № 6-го (20.07.1841)[42]; при преобразовании местного военного училища в кадетский корпус переведён в штат офицеров Оренбургского Неплюевского кадетского корпуса (28.11.1844)[43] и назначен на должность адъютанта и казначея корпуса[44]; монаршее благоволение (1.02.1849); в штабс-капитаны корпуса (1.07.1851)[45]; умер на 40 году жизни от внутренней болезни (3.09.1857) и похоронен на городском кладбище (5.09.1857)[46]; исключен из списков умершим (4.10.1857)[47]. Упоминается в мемуарах бывших кадетов (генерала Н. Г. Залесова) как «грубый мужик, отличавшийся замечательной глупостью». Первым браком был женат на Екатерине Васильевне, от неё дочь Александра; его братья — губернский секретарь Николай Васильевич Бибиков и Корпуса топографов подпоручик Сергей Васильевич Бибиков, сестра — Надежда. В Оренбурге жила семья двоюродного брата А. А. Бибиковой — Захара Николаевича Мандрыки (1810—1844[48]), служившего по иррегулярным войскам, поручика 1-го Оренбургского, затем Уфимского казачьих полков. После его смерти вдова Захара с детьми переехала в Казань, в дом свёкра — ген.-лейтенанта Н. Я. Мандрыки. Возможно, что в доме генерала воспитывалась и его племянница Анна Андреевна младшая, выданная замуж за овдовевшего И. В. Бибикова после смерти в 1853 матери и дяди. Семьи И. В. Бибикова и З. Н. Мандрыка были знакомы: вдова поручица Екатерина Васильевна Мандрыка (Кузминская)[49] в 1845 стала восприемницей И. В. Бибикова племянника — Александра Сергеевича Бибикова[50]. Поручителем по девице Е. В. Кузминской при её венчании в 1840 с поручиком З. Н. Мандрыкой был начальник Оренбургского Неплюевского военного училища подполковник И. М. Марков. По его представлению в конце 1841 года И. В. Бибиков был назначен на должность дежурного офицера и казначея кадетского корпуса.

- Падчерица — Феликса Феликсовна Ивановская, урождённая Залеская (?—после 1853), наследница имения отца в с. Пятки Житомирского у. Волынской губ.[51] За ней же сёла Рудое и Рубченки Сквирского уезда Киевской губ.[52] За ней же в Житомирском уезде при с. Тригорье земля и лес «отторгнутых и присвоенных ею, принадлежавших Тригорскому Василиямскому монастырю»[53]

- Брат — ген.-лейтенант Н. Я. Мандрыка.

## Материалы к биографии
С братом — ген.-майором Н. Я. Мандрыкой, был совладельцем родового имения в с. Кобижче Козелецкого уезда, в коем за братьями, по 7-й ревизии — 1815, числилось ревизских 142 души муж. пола.  За просроченный долг перед Черниговским приказом общественного призрения родовое имение Мандрык в 1833 было описано и в январе 1836 продано с аукциона за 41 700 руб. асс. Новым его владельцем стал штабс-капитан Иосиф Иванов, получивший из Черниговской палаты гражданского суда данную на имение от 21.01.1836.  